# Dubrowka (Kaliningrad, Osjorsk)
Dubrowka (russisch Дубровка, deutsch Drutschlauken, 1938–1945 Hasenfeld) ist ein Ort in der russischen Oblast Kaliningrad. Er gehört zur kommunalen Selbstverwaltungseinheit Munizipalkreis Osjorsk im Rajon Osjorsk.

## Geographische Lage
Dubrowka liegt einen Kilometer westlich der Kommunalstraße 27K-162 von Swoboda (Jänischken/Jänichen) an der Regionalstraße 27A-037 (ex A197) über Nowostrojewo (Trempen) nach Saosjornoje (Kowarren/Kleindfriedeck) an der Regionalstraße 27A-025 (ex R508). Von Kruschinino (Kruschinnen/Altlinde) aus führt eine Stichstraße in den Ort. Eine Bahnanbindung bestand vor 1945 über die zwei Kilometer entfernte Station Kapustino (Lenkutschen/Schleifenau) an der Strecke Insterburg (russisch: Tschernjachowsk) – Nordenburg (Krylowo) der Insterburger Kleinbahnen.

## Geschichte
Als am 11. März 1874 der Amtsbezirk Friedrichsgabe (1930–1946 Friedenau) neu errichtet wurde, gehörten zu den sechs eingegliederten Kommunen die beiden Landgemeinden Drutschlauken und Hasenfeld. Sie lagen im Landkreis Insterburg im Regierungsbezirk Gumbinnen der preußischen Provinz Ostpreußen. Beide Orte waren ungleich groß: die Zahl der Einwohner betrug 1910 in Drutschlauken 236 und in Hasenfeld 37.
Am 1. Juli 1929 gab Hasenfeld seine Selbständigkeit auf und wurde in die Landgemeinde Drutschlauken eingegliedert. Deren Einwohnerzahl stieg entsprechend bis zum Jahre 1933 auf 309 und betrug 1939 noch 302.
Der Name Hasenfelds jedoch war nicht der Geschichte anheimgegeben, sondern wurde am 3. Juni 1938 (mit amtlicher Bestätigung vom 16. Juli 1938) der neue Gemeindename für Drutschlauken, dessen bisherige Bezeichnung nicht in das politisch-ideologische „Germanisierungs-“Konzept der Regierung passte.
1945 kam der Ort mit dem gesamten nördlichen Ostpreußen zur Sowjetunion. 1947 erhielt er den in Russland häufig vorkommenden Namen „Dubrowka“ und wurde gleichzeitig dem Dorfsowjet Nowostrojewski selski Sowet im Rajon Osjorsk zugeordnet. Von 2008 bis 2014 gehörte Dubrowka zur Landgemeinde Nowostrojewskoje selskoje posselenije, von 2015 bis 2020 zum Stadtkreis Osjorsk und seither zum Munizipalkreis Osjorsk.

## Kirche
Bis 1945 waren das alte Hasenfeld sowie das alte Drutschlauken und spätere neue Hasenfeld aufgrund der überwiegend evangelischen Bevölkerung in das Kirchspiel Jodlauken (1938–1946 Schwalbental, russisch: Wolodarowka) eingepfarrt. Es lag im Kirchenkreis Insterburg (russisch: Tschernjachowsk) in der Kirchenprovinz Ostpreußen der Kirche der Altpreußischen Union. Letzter deutscher Geistlicher war Pfarrer Ernst Kucharski.
Heute liegt Dubrowka im Einzugsgebiet der in den 1990er Jahren neu gegründeten evangelischen Gemeinde Tschernjachowsk (Insterburg), die der Propstei Kaliningrad in der Evangelisch-Lutherischen Kirche Europäisches Russland (ELKER) angeschlossen ist.